# Carl Gustav Ludwig von Moltke
Carl Gustav Ludwig von Moltke (* 4. Januar 1754 in Walkendorf; † 21. Januar 1838 in Greifswald) war ein Gutsherr, Oberjägermeister und Kammerherr.

## Familie
Sein Vater war Eberhard Friedrich Ehrenreich von Moltke (* 2. November 1727 in Stuttgart; † 19. Dezember 1781 in Walkendorf), Herr auf Walkendorf, Strietfeld und Schorssow; seine Mutter war Maria Dorothea Margarethe von Oertzen (* 10. Juli 1726 in Gorow; † 21. Februar 1767 in Mauren (Württemberg)). Sein Vater war seit 1768 in zweiter Ehe mit Ida Margrethe Erneste von Raben (* 1744 (Taufe: 22. Februar 1744) in Rendsburg; † 6. November 1817) verheiratet.
Seine leiblichen Geschwister waren:
- Friedrich Detlev von Moltke (* 28. August 1750; † 2. September 1825 in Walkendorf), späterer Reichsgraf von Moltke,
- Werner Jasper Andreas von Moltke (* 15. September 1755 in Walkendorf; † 15. August 1835 in Køge), dänischer Graf und Präsident von Kopenhagen

Seine Halbschwester war:
- Karoline von Moltke (* 1. Dezember 1781 in Walkendorf; † 19. Juni 1863 in Rostock), später verheiratet mit Friedrich von Oertzen (1771–1848)

Carl von Moltke war verheiratet mit Elisabeth Marie Gräfin von Bassewitz (* unbekannt; † 13. April 1838) aus dem Haus Lüdershagen, Oberhofmeisterin der Großherzogin von Mecklenburg-Strelitz. Ihr gemeinsamer Sohn war Adolph Carl Friedrich Ehrenreich von Moltke.
Aus einer außerehelichen Verbindung gab es noch einen weiteren Sohn: Gustav Ludwig Moltke, dessen Sohn Maximilian Leopold Moltke ein bekannter deutscher Dichter und Publizist wurde.

## Leben
Nach dem Tod seines Vaters 1781 übernahm Carl von Moltke das Rittergut Schorssow und führte dort den Rotkleeanbau ein. Er baute als erster Raps in größeren Mengen an und er intensivierte die Pferde- und Schafzucht, außerdem betrieb er noch eine Genever- und Öl-Fabrik. Später trat er in den 1780er Jahren in die herzoglichen mecklenburg-strelitzischen Dienste und wurde 1786 zum Kammerherrn ernannt. Im weiteren Verlauf erwarb er noch die Güter Bülow und Ziddorf und er ließ in Schorssow das Gut Carlshof gründen.
Für seine Pferdezucht erwarb er 1775 von Lord Surrey aus England den Vollbluthengst Captain Tart von Plegon sowie für die Schafzucht Merinoschafe aus Spanien, die zur Veredelung der mecklenburgischen Schäfereien genutzt wurden.
Von 1790 bis 1803 ließ er das um 1730 errichtete Herrenhaus Schorssow zu einer klassizistischen Dreiflügel-Schlossanlage umbauen.
1798 war er Mitbegründer der Stiftung Mecklenburgische Landwirtschaftsgesellschaft, er war dort als Assistent im Bereich der Forst- und Gartenkunde bis 1817 tätig.
Am 3. Juni 1801 ernannte ihn Karl II. Landesfürst von Mecklenburg-Strelitz zum Oberjägermeister.
Nach dem Beitritt des Herzogtums Mecklenburg-Schwerin zum Rheinbund 1808 verlor er einen Großteil seines Vermögens, hinzu kam der Todesfall eines Gläubigers und die hieraus resultierende Kündigung eines Kredites. 1816 musste er seine Güter verlassen und ging zu nahen Verwandten nach Hoppenrade-Lüdershagen bei Güstrow, später weiter nach Gützkow und letztlich nach Greifswald, dort starb er auch.

## Werke
- Carl von Moltke: Kurzer Umriß und wahrhafte Darstellung seiner Verhältnisse und Schicksale. 1814
- Wistingshausen; Carl von Moltke: Ueber das Pasquill des Oberjägermeisters von Moltcke vormals auf Schorssow ec. genannt: Kurzer Umriß und wahrhafte Darstellung seiner Verhältnisse und Schicksale. Güstrow Ebert 1815
- Friedrich Heinrich Jargow; Carl von Moltke: Kurze Beantwortung der von dem Oberjägermeister C. v. Moltke auf Schorssow im December vorigen Jahres herausgegebenen Schmähschrift unter dem Titel: Wahrhafte Darstellung seiner Verhältnisse und Schicksale. Rostock Adlers Erben 1815
- Friedrich Franz, Mecklenburg-Schwerin Großherzog; Carl von Moltke: Urtheil, in Sachen der Gläubiger des Oberjägermeisters Carl von Moltcke auf Schorßow, Cummin, Strietfeldt. Liquidanten, in pto liquidationis et prioritatis, erkennen und sprechen Wir Friedrich Franz Großherzog von Mecklenburg nach verlesenen und erwogenen Acten für Recht. Rostock 1816
- Carl Spalding; Carl von Moltke: Defensionsschrift des Advokaten Carl Spalding als bestellten Defensors des Großherzogl. Mecklenburg-Strelitzischen Oberjägermeisters und Kammerherrn Carl von Moltke zu der vom Hof- und Landgericht zu Güstrow wider Letzern verhängten Untersuchung, wegen Herausgabe der Druckschrift, betitelt: Kurzer Umriß und wahrhafte Darstellung seiner Verhältnisse und Schicksale. Mit zwei Nachträgen und drei Anlagen. 1817
- Johann Christoph Bühring; Carl von Moltke; Deutschland Bundesversammlung: Unterthänigste Vorstellung und Bitte des Kanzley-Advocaten Johann Christian Bühring in Rostock, Namens der ältern Concurs-Gläubiger des Oberjägermeisters von Moltke, vormals auf Schorssow etc., Supplicanten, betreffend das seinen Mandanten Landesgrundgesetzwidrig versagte rechtliche Gehör, zur Ausmachung ihrer Gerechtsame gegen die, ohne ihre Einwilligung und Concurrenz, von dem Oberjägermeister von Moltke contrahirten sogenannten Massenschulden: An Deutschlands höchste Bundesversammlung zu Frankfurt am Mayn; Rostock den 29sten März 1817. Kiel 1817
- Karl Albert von Kamptz; Carl von Moltke: Ungrund, der von den angeblichen ältern Concursgläubigern des Oberjägermeisters von Moltke wider die von Moltkeschen Massengläubiger in Berlin der hohen Bundesversammlung vorgelegten sogenannten actenmäßigen Vorstellung; mit XI Teil. 1817
- Karl Albert von Kamptz; Carl von Moltke: Nachschrift zum Ungrund der, von den ältern Concursgläubigern des Oberjägermeisters von Moltke herausgegebenen actenmäßigen Vorstellung. 1817
- Carl von Moltke: Sendschreiben an mein Vaterland: mit Anlagen Num. 1–9 inclus. und einem Anhang; Gützkow bei Stavenhagen im Januar 1818. 1818
- Carl von Moltke: Nachtrag zum Sendschreiben an mein Vaterland Gützkow bei Stavenhagen im Februar 1818. 1818
- Carl von Moltke; Universität Halle (Saale) Hallische Juristen-Facultät: Urtheil und Entscheidungsgründe in Untersuchungssachen wider den Oberjägermeister von Moltke. 1820
- Carl von Moltke: Oeffentliche Erfüllung eines vormalig öffentlichen Versprechens im October 1819. 1820